# Pagny-sur-Moselle
Pagny-sur-Moselle [paɲi syʁ mɔzɛl] ist eine französische Stadt mit 3953 Einwohnern (Stand 1. Januar 2022) im Département Meurthe-et-Moselle in der Region Grand Est (bis 2015 Lothringen). Sie gehört zum Arrondissement Nancy und zum Kanton Pont-à-Mousson (bis 2015: Kanton Dieulouard).

## Geografie
Der Ort liegt an der Mosel, zehn Kilometer nördlich von Pont-à-Mousson auf einer Höhe zwischen 171 und 360 m über dem Meeresspiegel. Das Gemeindegebiet umfasst 11,20 km².
Die Gemeinde liegt im Regionalen Naturpark Lothringen.

## Geschichte und Bevölkerungsentwicklung
Pagny war den ostfränkischen Herrschern schon im 9. Jahrhundert bekannt: 885 schenkte Karl III. „der Dicke“ auch den Ort Paterniaco den Kanonikern des Bistums Toul zum Unterhalt, was Arnolf von Kärnten 894 bestätigte (Quellen: MGH DD KarIII 124 + MGH DD Arn 128). Weitere geschichtliche Ereignisse müssen von den Historikern noch erforscht und dokumentiert werden. 
| Jahr      | 1962 | 1968 | 1975 | 1982 | 1990 | 1999 | 2007 | 2017 |
| Einwohner | 3301 | 3525 | 3732 | 3707 | 4227 | 4078 | 4123 | 4140 |

## Verkehr
Der Bahnhof Pagny-sur-Moselle liegt an der Bahnstrecke Frouard–Novéant. Von 1871 bis 1918 war der Bahnhof der französische Grenzbahnhof zu Deutschland. Sein Pendant auf deutscher Seite im Reichsland Elsaß-Lothringen war der Bahnhof Novéant-sur-Moselle.

## Partnerstadt
- Bad Marienberg (Westerwald) in Deutschland

## Sehenswürdigkeiten

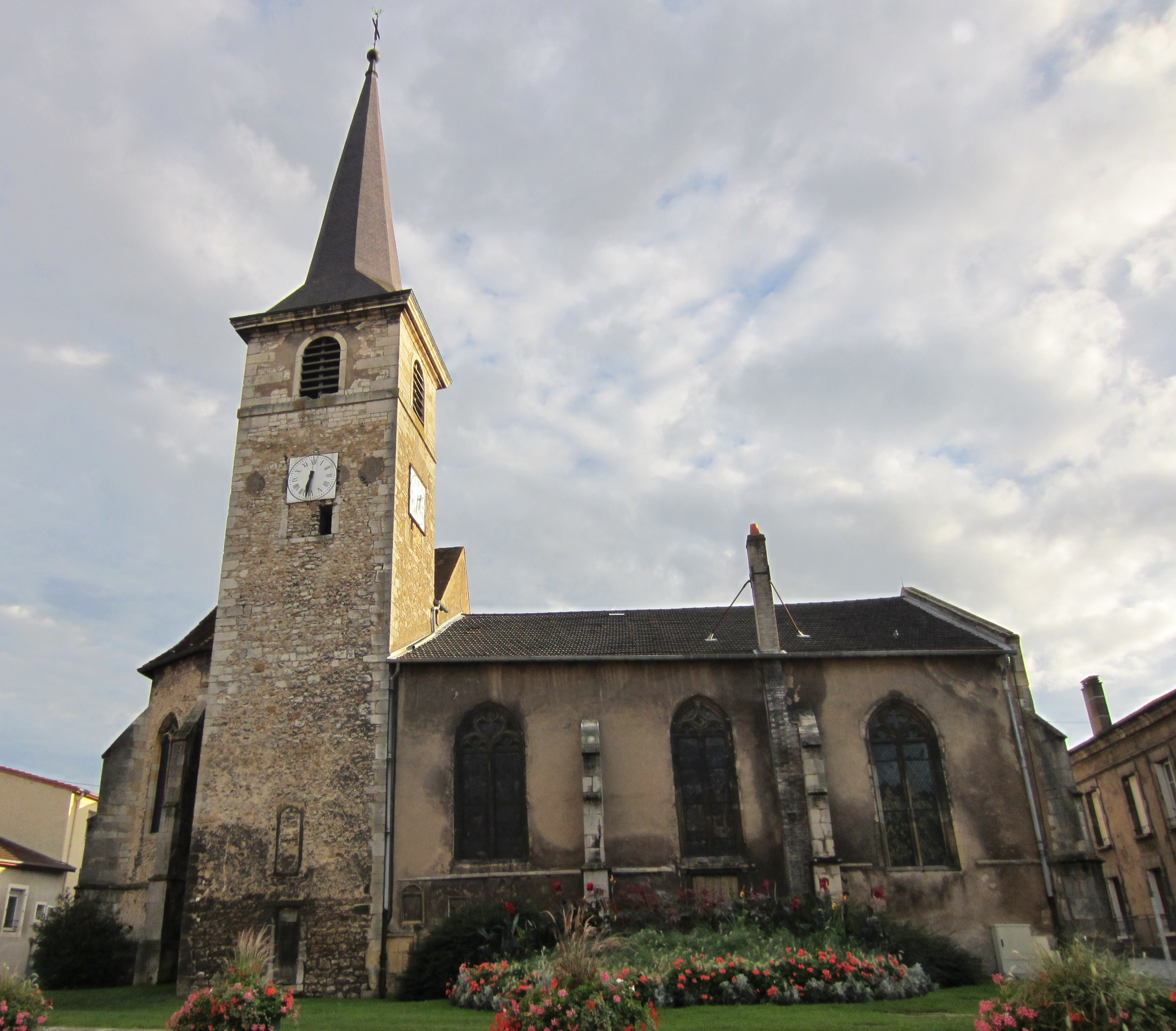
Kirche Saint-Martin

- Kirche Saint-Martin, Monument historique[3]

## Persönlichkeiten
In Pagny-sur-Moselle wurde der Regisseur und Schriftsteller Jean Vautrin (1933–2015) geboren.